# Ханоки водопад
Ханоки водопад (ハンノキ滝 Hannoki-taki) је водопад у вароши Татеџама, Префектура Тојама, Јапан, највећи водопад у Јапану са висином од 497 метара . Међутим, има само воду од априла до јула, када се снег који покрива Мидагахара плато топи, тако да оближњи водопад Шомјо, се обично сматра највиша.